# Kościół św. Piotra w Wiedniu
Kościół św. Piotra w Wiedniu (niem. Peterskirche) – jedna z najciekawszych barokowych świątyń stolicy Austrii.
Znajduje się w centrum miasta, przy pl. św. Piotra (Petersplatz), obok Graben, w pobliżu Pestsäule. Otoczony wysoką zabudową widoczny jest dopiero z bliska.

## Pierwszy kościół

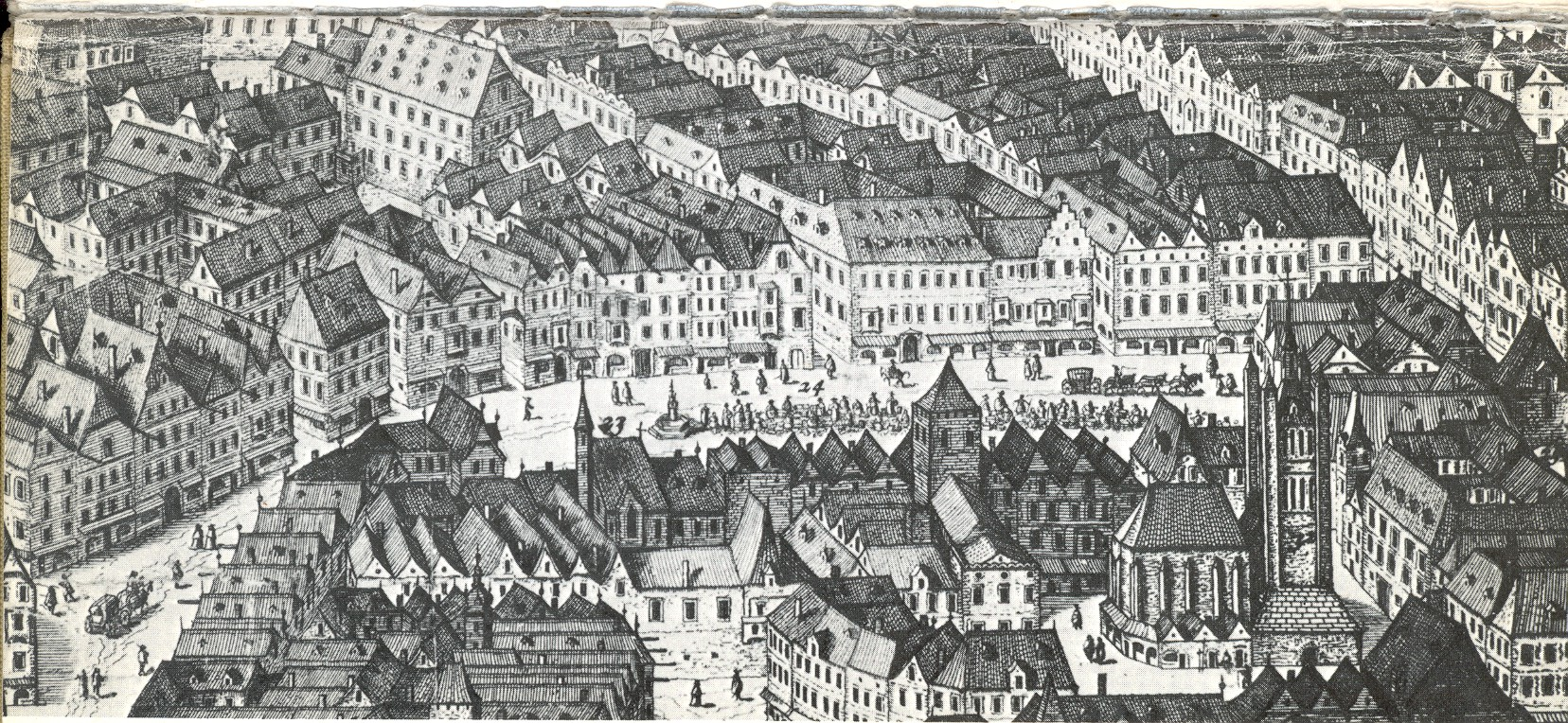
Graben i stary kościół św. Piotra (po prawej) w 1609 r.

Pierwszy kościół, z którego nie pozostały żadne relikty, należał do najstarszych świątyń wiedeńskich i mógł być wcześniejszy niż kościół św. Ruprechta. Być może powstał już w IV w. na terenie dawnego obozu rzymskiego, natomiast według legendy miał go założyć cesarz Karol Wielki około roku 800 (o czym przypomina relief na elewacji). Pierwsza wzmianka historyczna pochodzi z 1137. Pod koniec XII w. podlegał klasztorowi benedyktynów Schottenstift. Kościół był trójnawową strukturą z nietypowo usytuowaną apsydą – nie od wschodu, a od południa – co skłaniało badaczy do wysunięcia tezy o pierwotnie świeckim przeznaczeniu budowli. Jedna z przybudówek kościoła była siedzibą straży miejskiej, a wokół znajdowały się kramy handlowe. W okresie gotyku świątynia została przebudowana; otrzymała wysoką wieżę i prezbiterium. W 1661 spłonęła, po czym została prowizorycznie odbudowana. Z inicjatywy Bractwa Trójcy Św., którego członkiem był cesarz Leopold I, podjęto decyzję o budowie nowego kościoła (1676).

## Obecna budowla

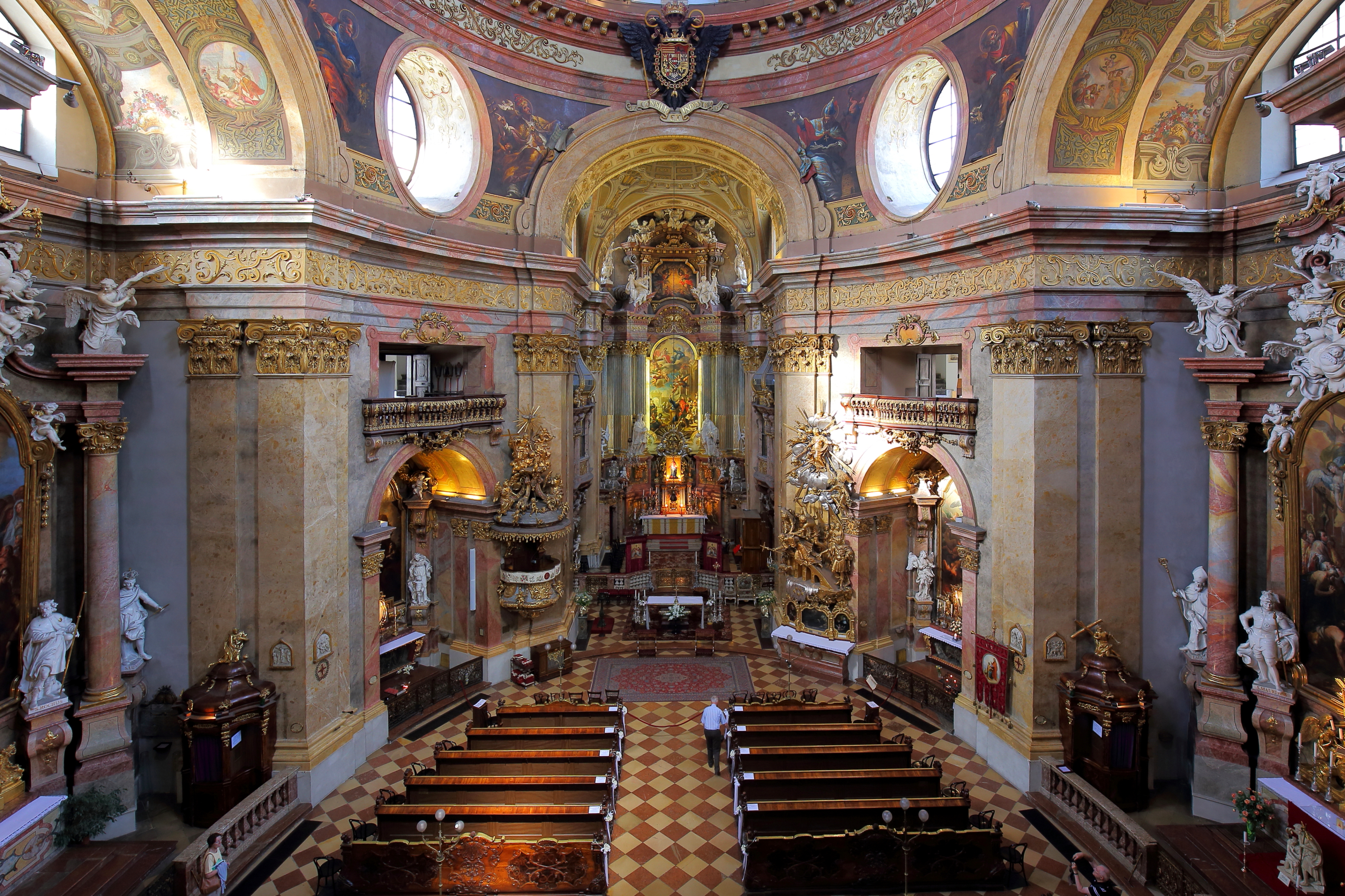
Wnętrze

Budowę rozpoczął Gabriele Montani ok. 1701, ale już w 1703 prace przejął Johann Lucas von Hildebrandt; fasadę wzniósł Kilian Ignaz Dientzenhofer. W 1733 nastąpiła konsekracja pw. Trójcy Św. i św. Piotra.
Kościół jest pierwszą barokową kopułową budowlą Wiednia. W zwartej formie łączy zaskakująco przestrzenne, bogato zdobione wnętrze z prostokątnymi przybudówkami. Długość budowli wynosi 50 m, szerokość 20 m, wysokość kopuły 54 m.
Wnętrze kopuły dekorował głównie Matthias Steinl, który jest również autorem ambony (1726). Freski pierwotnie malował Andrea Pozzo, jednak po jego zgonie zostały usunięte i w 1713 zupełnie inne stworzył Johann Michael Rottmayr. Ołtarz główny wykonali Antonio Galli-Bibiena (retabulum) i Marcin Altomonte (obraz). Z biegiem czasu malowidła mocno ściemniały i dopiero renowacja w latach 1998-2004 przywróciła im barwność i świetlistość. Pod kościołem rozciąga się obszerna krypta.
Kościół św. Piotra był ulubioną świątynią cesarzowej Elżbiety zwanej Sissi, małżonki Franciszka Józefa I. Dawniej posiadał rangę kolegiaty i fary. Na mocy decyzji kardynała Franza Königa od 1970 prowadzą tu duszpasterstwo kapłani z Opus Dei (jednym z nich był ks. Klaus Küng). Odbywają się również codzienne koncerty organowe.